# Profesionalen Futbolen Klub Ludogorec 1945 2015-2016
Questa voce raccoglie le informazioni riguardanti il Profesionalen Futbolen Klub Ludogorec 1945 nelle competizioni ufficiali della stagione 2015-2016.

## Rosa
| N. |                       | Ruolo | Calciatore           |
| -- | --------------------- | ----- | -------------------- |
| 1  | Canada (bandiera)     | P     | Milan Borjan         |
| 4  | Brasile (bandiera)    | D     | Cicinho              |
| 6  | Brasile (bandiera)    | D     | Natanael             |
| 8  | Brasile (bandiera)    | C     | Lucas Sasha          |
| 11 | Brasile (bandiera)    | A     | Juninho Quixadá      |
| 12 | Madagascar (bandiera) | C     | Anicet Abel          |
| 16 | Colombia (bandiera)   | D     | Brayan Angulo        |
| 17 | Bulgaria (bandiera)   | A     | Tsvetelin Chunchukov |
| 18 | Bulgaria (bandiera)   | C     | Svetoslav Djakov     |
| 19 | Bulgaria (bandiera)   | C     | Aleksandar Vasilev   |
| 21 | Bulgaria (bandiera)   | P     | Vladislav Stojanov   |
| 22 | Brasile (bandiera)    | C     | Jonathan Cafu        |
| 23 | Bulgaria (bandiera)   | C     | Hristo Zlatinski     |

| N. |                        | Ruolo | Calciatore                 |
| -- | ---------------------- | ----- | -------------------------- |
| 24 | Bulgaria (bandiera)    | D     | Preslav Petrov             |
| 25 | Bulgaria (bandiera)    | D     | Jordan Minev               |
| 27 | Romania (bandiera)     | D     | Cosmin Moți                |
| 28 | Romania (bandiera)     | A     | Claudiu Keșerü             |
| 30 | Romania (bandiera)     | C     | Andrei Prepeliță           |
| 31 | Bulgaria (bandiera)    | P     | Georgi Argilashki          |
| 55 | Bulgaria (bandiera)    | D     | Georgi Terziev             |
| 77 | Portogallo (bandiera)  | D     | Vitinha                    |
| 84 | Bulgaria (bandiera)    | C     | Marcelinho                 |
| 88 | Brasile (bandiera)     | C     | Wanderson Cristaldo Farias |
| 91 | Serbia (bandiera)      | P     | Ivan Čvorović              |
| 92 | Paesi Bassi (bandiera) | C     | Jody Lukoki                |
| 93 | Paesi Bassi (bandiera) | A     | Virgil Misidjan            |